# Patroklos (Insel)
Patroklos (griechisch Πάτροκλος (m. sg.), auch Gaidouronisi Γαϊδουρονήσι (n. sg.)) ist eine Insel im Saronischen Golf, etwa 850 Meter vor der Südostküste Attikas. Sie befindet sich etwa 3 Kilometer westlich von Kap Sounion und bedeckt etwa 2,8 km². Zusammen mit der Gemeinde Keratea wurde die Insel 2011 der neuen Gemeinde Lavrio zugeschlagen. Sie ist im Privatbesitz der griechischen Familie Giatrakou, aber ohne dauerhafte Besiedlung. Aktuell steht sie zum Verkauf.
In der Antike hieß das Eiland Patroklou charax (altgriechisch Πατρόκλου χάραξ ‚Lager des Patroklos‘, lateinisch Patrocli insula) und war nach einem Admiral Patroklos des ägyptischen Pharaos Ptolemaios II. benannt, der auf der Insel eine Befestigung anlegte, als er den Athenern im Chremonideischen Krieg gegen die makedonische Vorherrschaft in Griechenland zu Hilfe kam. Ein weiterer aus der Antike überlieferter Name ist Kopros (Κόπρος ‚Kot‘).
1979 untersuchte ein Forscherteam des griechischen Instituts für Meeresarchäologie die Umgebung der Insel. Die Insel war in der Antike ein wichtiger Ankerplatz für Schiffe, die Kap Sounion umsegelten und auf dem Weg nach Piräus oder zu anderen Häfen des Saronischen Golfs hier ankerten. Einige Felsen, die heute unter dem Meeresspiegel liegen, schirmten eine sichere Bucht ab. Besonders viele Relikte von Schiffsladungen aus frühbyzantinischer Zeit wurden hier gefunden, aber auch zwei Schiffswracks, davon eines aus dem 5. oder 4. Jahrhundert v. Chr.